# 逢沢りいな
逢沢 りいな（あいざわ りいな、1998年10月10日 - ）は、日本のAV女優。現在の芸名は「朱果」。所属事務所はプライムエージェンシーを経てオールプロ所属。

## 略歴
ヌードイメージビデオを経て、2018年9月「逢沢りいな」として『着エロアイドル逢沢りいなAVデビュー』でAV女優デビュー。2019年8月「はとり心咲」へ、2020年2月「朱果」へ改名。
その他の別名義に「皆川ましろ」、「はとり心咲」、「速水さくら」、「まえだ加奈子」がある。

## 出演作品

### イメージDVD

#### 「逢沢りいな」名義
- つるつるぷにぷにぱいぷるんぷるん!（2018年3月16日、メディアブランド）
- シースルーラブ（2018年5月25日、スパイスビジュアル）[4]
- 脱いだらスゴいんです（2018年7月13日、デジプラン）

### アダルトDVD

#### 「逢沢りいな」名義
2018年
- 着エロアイドル逢沢りいなAVデビュー（9月29日、Fitch）
- ウブな顔にこの爆乳! 現役Hcup着エロアイドル 19才 逢沢りいな本番解禁AVデビュー（10月1日、Fitch）
- 19歳Hカップ現役着エロアイドルと二人きり… 密室で交わる濃厚接吻とハメ撮り中出しドキュメント（11月1日、Fitch）
- ヒップ95cmデカ尻着エロアイドル バック激突き中出しFUCK（12月1日、Fitch）

2019年
- ムッツリ地味っこ 童顔爆乳ちゃん 7→絶叫エビぞりイキ狂い 中出し懇願チ●ポ堕ち!（1月1日、キチックス）※「みのり」名義
- 乳しゃぶり（1月4日、ドリームチケット）
- こたつの中の無防備な下半身に我慢できずイタズラ!大人しそうな美少女は周りに悟られないように声を押し殺し悶えはじめ…（1月4日、DOC）
  - 他出演:山井すず、神谷充希、星咲伶美
- フロントホックブラ誘惑 向かいの部屋の巨乳美女をこっそり覗いていると、恥じらいながらもフックを外し、僕を誘惑し始め…理性を失った僕は誘われるがままその豊満なおっぱいをこれでもかと味わい尽くした日の話。（1月4日、DOC）
  - 他出演:泡沫ゆうき、夢咲ひなみ、音羽美玲
- おっぱいで超誘惑してくる新人セクキャバ嬢 女子校生Ver.（1月7日、unfinished）
- ROCKET×近親相姦 11周年記念作品 スケベな家族対抗! 近親相姦ハメハメ冬季スポーツ大会 4組16名の仲良し家族がゲレンデをバックに常にハメたまま冬のスポーツでガチ対決! 親子でチンプレー、マンプレー大賞2019（1月10日、ROCKET）
  - 共演:真白ここ、成澤ひなみ、三島奈津子、峰ゆり香 ほか
- カラダを売りにするS級素人 Rさん（20歳）Gカップ（1月11日、S級素人）
  - ※「R」名義
- 新潟在住 ド田舎地味看護学生☆ ドスケベ改造計画（1月12日、FIRST STAR）
  - ※「りな」名義
- 10発中出しさせてもまた勃起させちゃう制服とHcup（1月13日、E-BODY）
  - ※「あやか」名義
- 女友達に僕の部屋着を貸したら、隙間からチラ見えするこぼれそうなハミ乳に興奮してしまい…（1月18日、DOC）
  - 他出演:深田結梨、大浦真奈美、咲々原リン
- SOD女子社員 介護研修 お年寄りの需要調査で訪れた老人ホームで変態セクハラおじいちゃんに集団で犯されイキまくる（1月24日、SODクリエイト）
  - ※「江澤春香」名義　共演:堀内亜美、向井田真央
- 職場の同僚の前でメイクを落として顔も洗わずすっ裸に! すっぴんディープキス射精我慢選手権 ぱっちりメイクの仕事モードよりノーメイクの方が可愛かった! 初めて見る素顔に燃え上がってすっぴんベロチューSEX（1月24日、ROCKET）
  - 他出演:3名
- 彼女と勘違いして彼女の妹に即ズボ！?イった後に気づき僕が必死に謝るも、発情した妹は自ら腰を振って何度もイキまくり!!（2月1日、DOC）
  - 他出演:泡沫ゆうき、夢咲ひなみ、音羽美玲
- 素人女子大生限定! パンティ素股でカチカチち●ぽがアソコに擦れて赤面発情! クロッチは恥ずかし汁まみれ!そのまま生で擦り合わせて、ヌルヌルワレメに結局つるんっと入って生中出し!! AVOPEN2018編（2月1日、赤面女子）
  - 他出演:有坂深雪、御坂りあ、夢咲ひなみ、宮崎あや、有栖るる、星咲凛、水川えみる、木葉ちひろ、泡沫ゆうき、神谷充希 ほか　※AV OPEN 2018 素人部門エントリー作品
- 生中処女痴漢（2月7日、ナチュラルハイ）
  - 他出演:結城花純 ほか
- 身体をつかって、ヌクだけの｢簡単なおしごと｣（2月13日、色眼鏡）
- ホテル乳国 日本のおもてなしとおっぱいが一体化した趣のある空間で中出し性交（2月21日、SODクリエイト）
  - 共演:宝田もなみ、真田みづ稀
- 魅惑のおっぱい奴隷 10（2月22日、MAD）
  - 共演:三島奈津子
- 何度も中出しおねだりしてくるご奉仕孕ませメイド（3月7日、Befree）
- スーパープロポーション巨乳妹（3月12日、ケードライブ）
- 家庭教師が巨乳受験生にした事の全記録（3月21日、グローリークエスト）
- 眼鏡メイドのHカップ爆乳ご奉仕（3月22日、クリスタル映像）
- エレガント女子 しかも巨乳ちゃんが!エロいことされて悪戯されちゃう!（3月26日、ゲインコーポレーション（
- 性奴隷の原石。りいな（19歳）（4月19日、山と空）
- 逢沢りいなの爆乳劇場 Hcup!97cm（6月1日、プラネットプラス）
- 巨乳アスリート美少女（6月11日、ケードライブ）
- 隣人の情婦になってしまった妻15 揉み辱められし乳房（7月7日、JET映像）
- 【完全主観】プルルンおっぱいとキツキツま●こと濃厚SEXで町おこし! 巨乳SEX観光大使のお仕事（7月12日、ケイ・エム・プロデュース/BAZOOKA）
  - 共演: 優梨まいな、岬あずさ、羽生ありさ
- 天使の囁きで3P天国 極上泡姫 中出しソープランド（7月25日、AVS Collector'S）
  - 共演:真白ここ
- 極みの癒し&ご奉仕 身体中を舌でなめずりまわす全身リップ巨乳コンパニオン（9月13日、ケイ・エム・プロデュース/BAZOOKA）
  - 共演:三島奈津子、奥菜えいみ、若宮穂乃

#### 「はとり心咲」名義
2019年
- 日本最大の繁華街にある「老舗おっぱいパブ」でオキニの嬢が騎乗位生ハメで中出しするまで（12月12日、Mr.michiru）
- リア充女子×こじらせ女子 レズビアンルームメイト（12月13日、セレブの友）
  - 共演:渚みつき
- 旦那が近くにいるのに、突然背後からねっとり乳揉みされて、抵抗するも快楽には勝てずに言いなりに…発情した女は自ら腰を振って何度もイキまくり最後は連続中出し!!（12月20日、DOC）
  - 他出演:河北麻衣、仲間明日香、藤白桃羽

2020年
- スポコス!デカ乳輪のスレンダー巨乳ちゃん（1月13日、セレブの友）
- 彼女がそばにいるにも関わらずパン染み作って、たわわなおっぱいを見せつけ誘惑してくる小悪魔な彼女の妹（1月17日、DOC）
  - 共演:河北麻衣、奏音かのん、大原ゆりあ
- 渚みつきの乳首ビン勃ちエビ反り連続絶頂4SEX＋α （1月25日、セレブの友）
  - 共演:渚みつき 他出演:野々原なずな
- サエない僕を不憫に思った巨乳な姉に「擦りつけるだけだよ」という約束で素股してもらっていたら互いに気持ち良すぎてマ○コはグッショリ!でヌルっと生挿入! 3 （3月12日、アイエナジー）
  - 他出演:月宮ねね、雪美千夏、中条カノン
- 一昨日彼氏とヤったばかりなのにさっき出会った知らないオジサンと生でセックスして、中にいっぱい出されちゃった（3月25日、ホームルーム/妄想族）
  - 他出演：早美れむ、西倉まより
- さて、昨日遊んだ女の話をしようか。￥光に群がる訳あり放課後J●たち（4月25日、ホームルーム/妄想族）
  - 他出演：宇佐木あいか、近藤れおな

#### 「朱果」名義
2020年
- 地味なオタク腐女子だけど2人とも隠れ巨乳!! お笑い系のノリでレズってみたら痙攣アクメするくらいハマった!（5月19日、レズれ!）
  - 共演：佐藤りこ
- 蒸し暑い布団の中でこっそり密着レズ性交（6月19日、レズれ!）
  - ※オムニバス作品
- 近所に住む欲求不満な美人巨乳妻たちと知り合ったが最後 毎日ぼくの巨大チ○ポを奪い合い満足するまでザーメンを搾り取るハーレム中出し大乱交（11月26日、アイエナジー）
  - 共演：若宮穂乃、大浦真奈美
- 想像できない誰にも見せられない有名私立女子●生の本性丸出しナマ交尾 10（12月11日、宇宙企画）
  - ※オムニバス作品

### VR
「逢沢りいな」名義
2019年
- 後ろからムギュッ!!って服従させて、最後は谷間にパイズリ挟射 ver.VR（1月11日、ワープエンタテインメント）
- 劇的高画質 逢沢りいな Hカップ図書館では静かにしてください! 「もう… 静かにしてくださいw」と叱っていてもパンパン大きな音を立てて激しく腰振り連続絶頂9回たっぷり中出しSEX!（2月23日、ブイワンVR）
- 何度も繰り返すキスと超接近するヌルテカ美巨乳＆モザ無しアナルと後ろから密着して乳揉みと覆いかぶさり愛撫と視点2段階で近づく超・覆いかぶさり正常位と激ピスバックと目の前オッパイ騎乗位と対面座位フィニッシュ【生中出し】（3月25日、アリスJAPAN VR）
- 「上はおっパブ! 下はピンサロ!」おっぱいを楽しんでギンギンになったチ○ポを同時にフェラでヌイてくれる最高すぎるお店があった!? お姉さん店（8月22日、SODVR）
  - 共演：高梨ゆあ、赤渕蓮、橘メアリー
- Gカップ以上しか存在しない究極のおっパブVR!! 都内某所にOPENした話題沸騰の超過激サービスが存在するという噂のおっパブに潜入!!（10月31日、TMAVR）
  - 共演：稲場るか、黒川さりな、後藤里香、月宮ねね、真田みづ稀

「朱果」名義
2020年
- 色白美巨乳の彼女はパイパンのHカップ！敏感おっぱいなムッツリ彼女といろんなコスプレで濃厚密着SEXしちゃいました!（7月22日、P-BOX VR）